# تونی سلیگرت
تونی سلیگرت (انگلیسی: Toni Seligrat؛ زادهٔ ۲۰ اکتبر ۱۹۶۸) بازیکن فوتبال اهل اسپانیا است.
از باشگاه‌هایی که در آن بازی کرده‌است می‌توان به باشگاه فوتبال سابادل، باشگاه خیمناستیک تاراگونا، و باشگاه فوتبال آریس سالونیک اشاره کرد.